# Бейкер, Джо Дон
Джо Дон Бейкер (англ. Joe Don Baker; 12 февраля 1936, Гросбек, Техас — 7 мая 2025, Лос-Анджелес, Калифорния) — американский актёр кино, театра и телевидения. Номинант на премию BAFTA TV Award за лучшую мужскую роль.

## Биография
Бейкер родился в Гросбеке (штат Техас) в семье Эдны Бейкер (урождённой МакДональд) и Дойла Чарльза Бейкер. Он окончил Университет Северного Техаса и отслужил в армии Соединённых Штатов.
В 1964 году Бейкер появился на сцене нью-йоркского театра ANTA в постановке «Марафон '33». Карьера молодого актёра успешно развивалась на телевидении, хотя он получал эпизодические роли в кино. Известность Бейкеру принесли роли в сериалах «Большая долина» и «Отряд „Стиляги“». Он исполнил главную роль в телевизионном фильме 1971 года «Монго опять в городе», где его партнёрами были Телли Савалас и Салли Филд.
Настоящая же известность пришла к Бейкеру в 1973 году, когда он исполнил роль храброго парня Буфорда Пассера в ленте «Широко шагая». Свой уровень он укрепил благодаря успешным работам в криминальных фильмах «Чарли Вэррик» Дона Сигела и «Команда» Джона Флинна.
В 1980-е годы Джо Дон Бейкер заработал славу одного из ведущих актёров американского телевидения и стал первым актёром, получившим миллион долларов за работу в сериале.
В 1986 году Бейкер был номинирован на BAFTA TV Award за роль агента ЦРУ в мини-сериале «На краю тьмы», но уступил Бобу Пеку.
Он сыграл в трёх частях бондианы: Брэд Уитакер в «Искрах из глаз», Джек Уэйд в фильмах «Золотой глаз» и «Завтра не умрёт никогда». Таким образом, он стал одним из четырёх актёров в истории фильмов об агенте 007, исполнивших как роли его антагонистов, так и соратников Джеймса Бонда.
В 2012 году актёр снялся в фильме «Мад», представленном в основном конкурсе Каннского кинофестиваля.
Умер 7 мая 2025 года от рака лёгких в доме престарелых в Лос-Анджелесе в возрасте 89 лет.